# Mesochorus rudis
Mesochorus rudis là một loài tò vò trong họ Ichneumonidae.